# Garcí Fernández
Garcí Fernández, físico o médico de Palos a finales del siglo XV. 

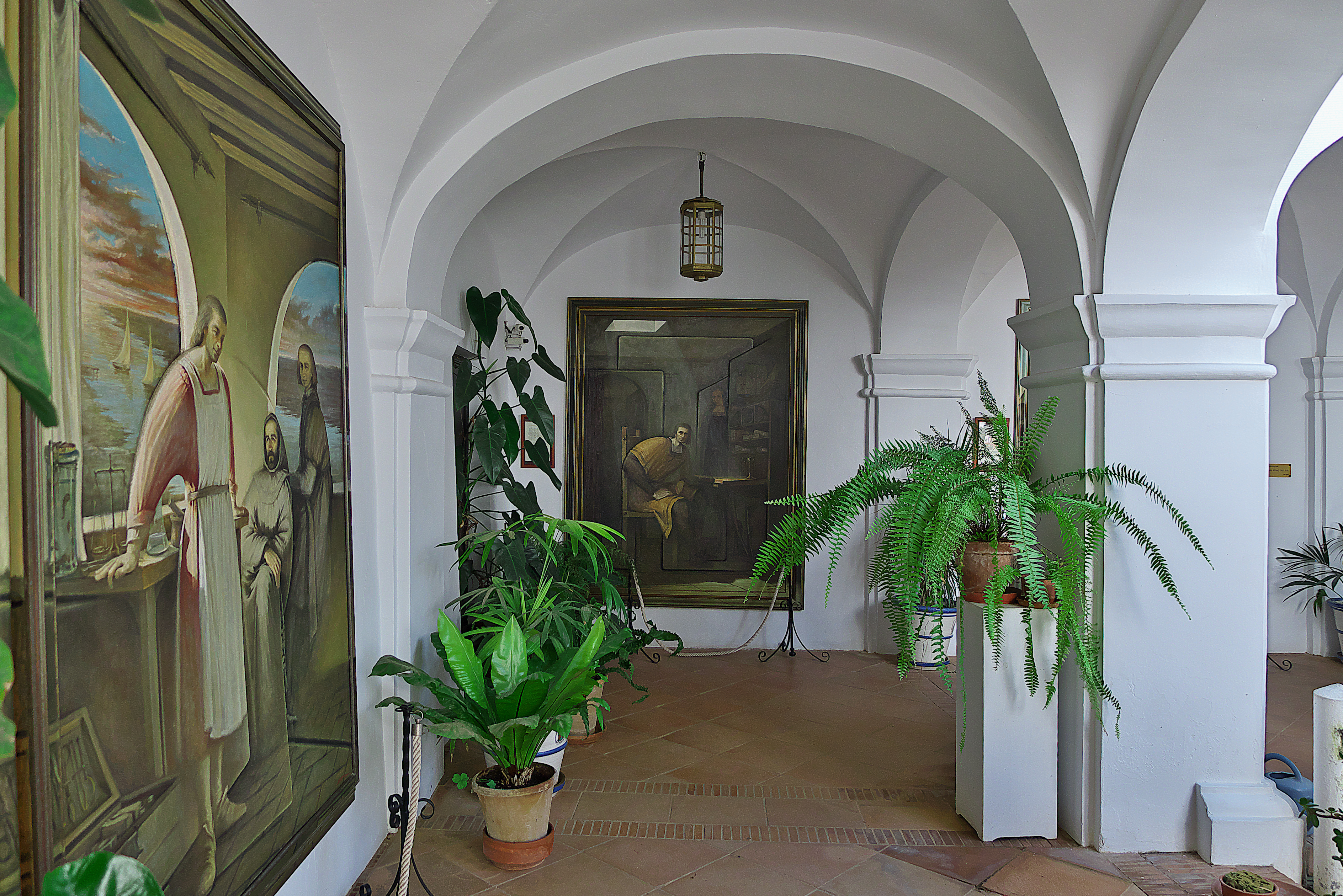
Monasterio de La Rábida. Pinturas en el Claustro de las Flores.

Fue llamado por los franciscanos de La Rábida para que, como hombre de ciencias, escuchara la idea de Cristóbal Colón, en su estancia rabideña de 1485, sobre la posibilidad de llegar a las Indias navegando hacia poniente. Garcí Fernández quedó subyugado por el proyecto y alentó a los marinos palermos, especialmente a los hermanos Pinzón, para que ayudaran a Colón a poner en práctica su sueño. 
No fue en ninguno de los viajes del Almirante. En cambio acompañó a su amigo Vicente Yáñez Pinzón en la expedición de 1499, cuando descubrieron Brasil el 26 de enero de 1500. Fue, sin duda, el científico de la gestación del viaje colombino. Su objetividad como hombre de ciencias estaba, además, reforzada por una gran honestidad como persona, lo que hacen de él un magnífico testigo de aquellos históricos acontecimientos, ya que los investigadores otorgan un gran crédito a sus testimonios de elevada concreción y fiabilidad.